# Méautis
Méautis település Franciaországban, Manche megyében. Lakosainak száma 648 fő (2022. január 1.). Méautis Auvers, Carentan-les-Marais és Terre-et-Marais községekkel határos.

## Népesség
A település népességének változása:
| Lakosok száma | 522  | 548  | 566  | 651  | 647  | 647  | 656  | 646  | 644  | 648  |
|               | 1968 | 1982 | 1990 | 2006 | 2013 | 2015 | 2017 | 2019 | 2020 | 2022 |